# Romolo Bizzotto
Romolo Bizzotto (Cerea, 1925. február 16. – Torino, 2017. március 27.) olasz labdarúgó, fedezet, edző.

## Pályafutása

### Játékosként
Az Audace SME korosztályos csapatában kezdte a labdarúgást, ahol 1942-43-ban már az első csapatban is pályára lépett. 1945 és 1949 között a Hellas Verona labdarúgója volt. 1949 és 1952 között a Juventus csapatában szerepelt, ahol két bajnoki címet szerzett az együttessel. Az 1952–53-as idényben kölcsönben a SPAL játékosa volt. 1953 és 1959 között a Palermo, a Carrarese, a Lucchese és a Rovereto csapataiban játszott. 1959-ben vonult vissza az aktív labdarúgástól.

### Edzőként
Az 1958–59-es idényben a Rovereto csapatánál még játékosként a csapat vezetőedzője is volt egyben. 1959 és 1962 között a Hellas Verona csapatánál tevékenykedett. Az első és a harmadik idényben az ifjúsági csapat, a második idényben az első csapat vezetőedzője volt. 1962 és 1965 között Rimini, 1965 és 1970 között a Reggiana, 1970-71-ben a Reggina szakmai munkáját irányította. Az 1971–72-es idényben a Juventus primavera csapatával bajnokságot nyert. 1972 és 1988 között a Juventus első csapatánál segédedzőként dolgozott.

## Sikerei, díjai
Juventus
- Olasz bajnokság (Serie A)
  - bajnok: 1949–50, 1951–52